# Aeródromo La Junta
El Aeródromo La Junta (OACI: SCLJ) es un terminal aéreo de la La Junta, Provincia de Aysén, Región de Aysén, Chile. Este aeródromo es de carácter público.